# 卡利羅區
卡利羅區是非洲中部國家烏干達的111個區之一，由東部區負責管轄，首府是卡利羅，海拔高度1,100米，總面積904平方公里，距離伊甘加約40公里，2010年人口估計為230,400。

## 外部連結
- Kaliro District Homepage
- Map of Kaliro District

00°54′N 33°30′E / 0.900°N 33.500°E